# Felipe Aliaga
Felipe Aliaga (Montevideo, 14 settembre 1999) è un rugbista a 15 uruguaiano, che gioca nel ruolo di pilone.

## Carriera
Viene convocato dalla Nazionale uruguaiana per i mondiali del 2023.